# 嘉峪关酒泉机场
嘉峪关酒泉机场，原名“嘉峪关机场”，是位于中国甘肃省嘉峪关市的民用机场，始建于1938年，1953年开通民航。是甘肃省内重要的支线机场和兰州至乌鲁木齐航路、欧亚航路上国内、国际航班唯一的E类飞机备（迫）降机场。

## 历史沿革
民国21年（1932年），欧亚航空公司在酒泉北乡离城区20千米处的新天墩修建了临时机场，只有一条土跑道和接送飞机人员用的临时性土房两间，供德国制造的四座小容克斯飞机起降，这是酒泉航空的开端。
1938年6月，欧亚航空公司酒泉南郊离城区4千米处的砾石滩，修建了酒泉南郊机场；1949年春，欧亚航空公司在酒泉的人员和设备全部撤回上海；国民党军队，拆走设备毁坏机场建筑，后由中国人民解放军接管机场；1949年10月，解放军和苏联欧亚航空公司对酒泉南郊机场进行跑道、房屋、道路的整修工作；1950年7月，中苏民用航空股份公司成立之前，中苏双方在酒泉进行了设立航空站和机场维修建设工作；1952年，中苏民用航空股份公司开建酒泉航空站。
1953年7月1日，酒泉航空站建成通航，原酒泉南郊机场废弃不再使用，同年开通民航；1971年，嘉峪关升格为省辖市，酒泉航空站改名为嘉峪关航空站；1987年起，嘉峪关机场举办过多次国际国内滑翔比赛，是与澳大利亚、南非滑翔基地齐名的世界著名三大滑翔基地之一。
2004年11月28日，正式挂牌成立甘肃机场集团有限公司嘉峪关机场公司；2005年8月9日，嘉峪关机场改扩建工程可行性研究报告获国家发改委批复；10月28日，嘉峪关机场改扩建工程开工；2006年3月1日，机场因施工暂时停航；5月25日，根据甘肃省与海航集团达成的战略合作协议，嘉峪关机场并入海航管理；7月31日，嘉峪关机场改扩建工程验收；8月4日，嘉峪关机场复航，机场跑道长度由2800米延长至3000米，站坪机位2个C类加1个E类，飞行区等级上升为4D级。
2008年12月，嘉峪关机场航站区扩建工程获批；2009年5月，嘉峪关机场航站区改扩建破土动工；2010年8月30日，嘉峪关机场改扩建工程正式完工；9月28日，嘉峪关机场改扩建工程行业验收；2019年4月，《嘉峪关机场总体规划（2018年版）》获民航西北地区管理局批复。
2023年3月20日，经中国民用航空局综合司批复，嘉峪关机场更名为“嘉峪关酒泉机场”，英文译名为“JIAYUGUAN JIUQUAN AIRPORT”。
根据民航西北管理局批复，嘉峪关酒泉机场于2023年3月26日0时起关闭停航，进行飞行区改扩建工程施工。2023年9月7日，嘉峪关酒泉机场在停航施工5个多月（预计工期6个月）后正式复航。改扩建工程总投资12.13亿元人民币，新建并改造现有跑道、站坪；新建1.4万平方米T2航站楼，改造T1航站楼；新建塔台与航管楼，扩建航站区，配套建设助航灯光、空管、供电、供冷供热、通信等设施。改扩建后，机场飞行区等级指标为4D（兼顾E类飞机备降），可满足2030年旅客吞吐量160万人次、货邮吞吐量1万吨、飞机起降15181架次目标。

## 航空公司與航点
2025夏秋航季
| 航空公司     | 目的地                                                     |
| ------------ | ---------------------------------------------------------- |
| 中国东方航空 | 北京大兴、上海虹桥、上海浦东、南京、武汉、兰州、西安、银川 |
| 九元航空     | 广州、乌鲁木齐                                             |
| 四川航空     | 兰州、成都天府、杭州、西安                                 |
| 成都航空     | 长沙、武汉、西安、福州                                     |
| 华夏航空     | 重庆、库尔勒、敦煌                                         |
| 厦门航空     | 北京大兴                                                   |
| 江西航空     | 郑州                                                       |